# 배리 피츠제럴드

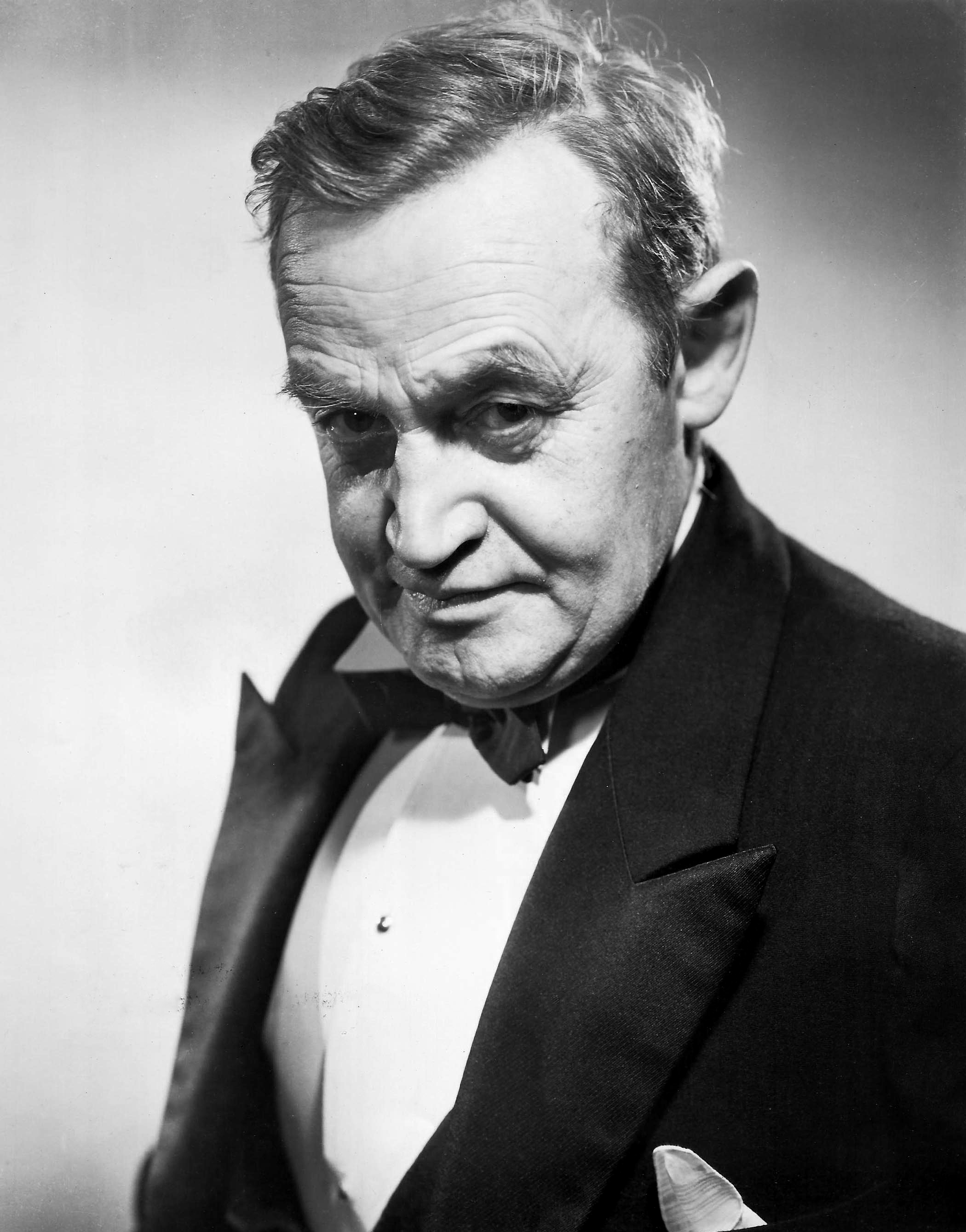

배리 피츠제럴드(Barry Fitzgerald, 1888년 3월 10일 ~ 1961년 1월 14일)는 아일랜드의 배우이다.
더블린에서 나고 죽었다. 사인은 심근 경색이다. 본명은 윌리엄 조지프 실즈(William Joseph Shields)였다.

## 영화
- 케이터드 어페어 (1956년)
- 말 없는 사나이 (1952년)
- 유니언 스테이션 (1950년) - 관리자 도넬리 역
- 씨비스킷 이야기 (1949년)
- 탑 오 더 모닝 (1949년)
- 네이키드 시티 (1948년)
- 웰컴 스트레인저 (1947년)
- 버라이어티 걸 (1947년)
- 선원으로서의 2년간 (1946년)
- 스토크 클럽 (1945년)
- 그리고 아무도 없었다 (1945년)
- 논 벗 더 론리 하트 (1944년) - 헨리 트윗 역
- 나의 길을 가련다 (1944년)
- 콜벳 K-225 (1943년)
- 더 어메이징 미시즈 홀리데이 (1943년)
- 울프 선장 (1941년)
- 나의 계곡은 푸르렀다 (1941년)
- 타잔의 비밀 보물 (1941년)
- 머나먼 항해 (1940년)
- 포맨 앤 프레어 (1938년)
- 마리 앙투아네트 (1938년)
- 아이 양육 (1938년)
- 프라우 앤 더 스타 (1936년)
- 주노와 공작 (1930년)